# تنوم (نبات)
التُّنوم ويسمى أيضاً رَيْنْ ونُكْد والزريق والزريج جنس نباتي ينتمي إلى الفصيلة اللبنية. يضم هذا الجنس تسعة أنواع من النباتات موطن بعضها الوطن العربي وحوض البحر الأبيض المتوسط.

## من أنواع التنومالواطنةفي الوطن العربي
- التنوم الصبغي (باللاتينية: Chrozophora tinctoria) في بلاد الشام
- التنوم متطاول الأوراق (باللاتينية: Chrozophora oblongifolia) في بلاد الشام ومصر
- التنوم المطوي (باللاتينية: Chrozophora plicata) في بلاد الشام